# Monophlebus niveus
Monophlebus niveus är en insektsart som beskrevs av Hempel 1920. Monophlebus niveus ingår i släktet Monophlebus och familjen pärlsköldlöss. Inga underarter finns listade i Catalogue of Life.